# Pico del Sol
Pico del Sol (en portugués: Pico do Sol) es el nombre que recibe una montaña que tiene una altitud de 2070 metros y es el punto más alto de la Sierra del Espinhaço (Serra do Espinhaço), está localizado en el Parque del Caraça que pertenece al municipio de Catas Altas, región central del estado de Minas Gerais, al sur de Brasil. El pico es considerado un importante punto turístico para la escalada y las caminatas.